# Prowincja (geografia fizyczna)
Prowincja (t. prowincja fizycznogeograficzna) – jednostka podziału fizycznogeograficznego przestrzeni, obejmująca większy teren o zbliżonych cechach środowiskowo-krajobrazowych. W wielostopniowej regionalizacji prowincja stanowi jednostkę wyższego rzędu wchodzącą w skład megaregionu (np. prowincja Niż Wschodniobałtycko-Białoruski wchodzi w skład megaregionu Niż Wschodnioeuropejski). 
Prowincje fizycznogeograficzne dzielą się kolejno na podprowincje, makroregiony, mezoregiony i mikroregiony.